# Branchiostomatidae
Famille
Les Branchiostomatidae sont une famille de céphalocordés de la classe des Leptocardii.

## Liste des genres
Selon World Register of Marine Species (7 décembre 2024) :
- Asymmetron Andrews, 1893
- Branchiostoma Costa, 1834
- Epigonichthys Peters, 1876

## Systématique
Le nom valide complet (avec auteur) de ce taxon est Branchiostomatidae Bonaparte, 1846.
Selon certains auteurs, la famille des Branchiostomatidae ne comprendrait que le genre Branchiostoma, et le genre Epigonichthys appartiendrait à la famille des Epigonichthyidae.
Branchiostomatidae a pour synonymes :
- Asymmetronidae
- Branchiostomidae Bonaparte, 1846